# Pedicia (Amalopis) tenuiloba
Pedicia (Amalopis) tenuiloba is een tweevleugelige uit de familie Pediciidae. De soort komt voor in het Palearctisch gebied.